# 노이한
노이한(2007년 10월 5일 ~ )은 대한민국의 배우이다.

## 학력
- 예봉초등학교 (졸업)
- 예봉중학교 (졸업)

## 출연작

### 드라마
- 2015년 KBS2 TV소설 《그래도 푸르른 날에》 ... 어린 정만수 (정희태 아역)
- 2015년 SBS 월화드라마 《미세스 캅》 ... 윤수 역
- 2015년 MBC 수목 미니시리즈 《밤을 걷는 선비》 ... 서당 아이 역
- 2016년 JTBC 금토드라마 《욱씨남정기》 ... 우주 친구 역
- 2016년 MBC 일일 특별기획 《워킹 맘 육아 대디》 ... 승조 역
- 2016년 KBS2 특별기획드라마 《함부로 애틋하게》 ... 아이 역
- 2016년 KBS2 주말드라마 《월계수 양복점 신사들》 ... 어린 이만술 (신구 아역)
- 2016년 iHQ DRAMA 수목드라마 《1%의 어떤 것》 ... 동우 역
- 2016년 KBS2 단막극 《KBS 드라마 스페셜 - 웃음실격》 ... 어린 지로 역 (조달환 아역)
- 2016년~2017년 SBS 드라마 스페셜 《푸른 바다의 전설》 ... 마대영 外다수 역
- 2016년~2017년 tvN 금토드라마 《쓸쓸하고 찬란하神 - 도깨비》 ... 장풍꼬마 역
- 2017년 MBC 일일 특별기획 《별별 며느리》
- 2018년 tvN 수목드라마 《마더》
- 2018년 tvN 월화드라마 《백일의 낭군님》 ... 먹구 역
- 2018년 OCN 수목드라마 《신의 퀴즈: 리부트》 ... 어린 석태준 역 (곽민호 아역)
- 2019년 tvN 월화드라마 《블랙독》 ... 여하랑 역
- 2020년 SBS 금토드라마 《하이에나》 ... 어린 박주호 역 (홍기준 아역)
- 2021년 SBS 월화드라마 《라켓소년단》 ... 은호 역

### 영화
- 2015년 단편영화 《실내화》 ... 송은규 역
- 2016년 《대배우》 ... 공원 아이 역
- 2016년 《판도라》 ... 어린 진택 역
- 2018년 《신과함께: 인과 연》 ... 여진족 아이들 역
- 2019년 《썬키스 패밀리》 ... 아이1 역
- 2019년 단편영화 《창진이 마음》 ... 권창진 역
- 2020년 《사라진 시간》 ... 정진규 역